# Lacrimula visakhensis
Lacrimula visakhensis is een mosdiertjessoort uit de familie van de Batoporidae. De wetenschappelijke naam van de soort is voor het eerst geldig gepubliceerd in 1973 door Rao & Rao.